# Pfeiffera ianthothele
Pfeiffera ianthothele är en kaktusväxtart som först beskrevs av Monv., och fick sitt nu gällande namn av Frédéric Albert Constantin Weber. Pfeiffera ianthothele ingår i släktet Pfeiffera och familjen kaktusväxter. Inga underarter finns listade i Catalogue of Life.

## Bildgalleri

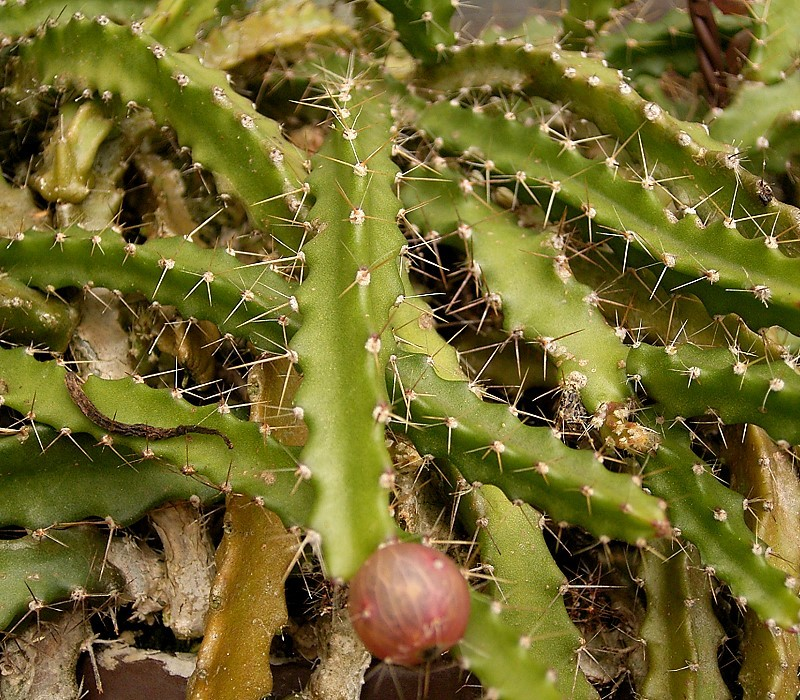
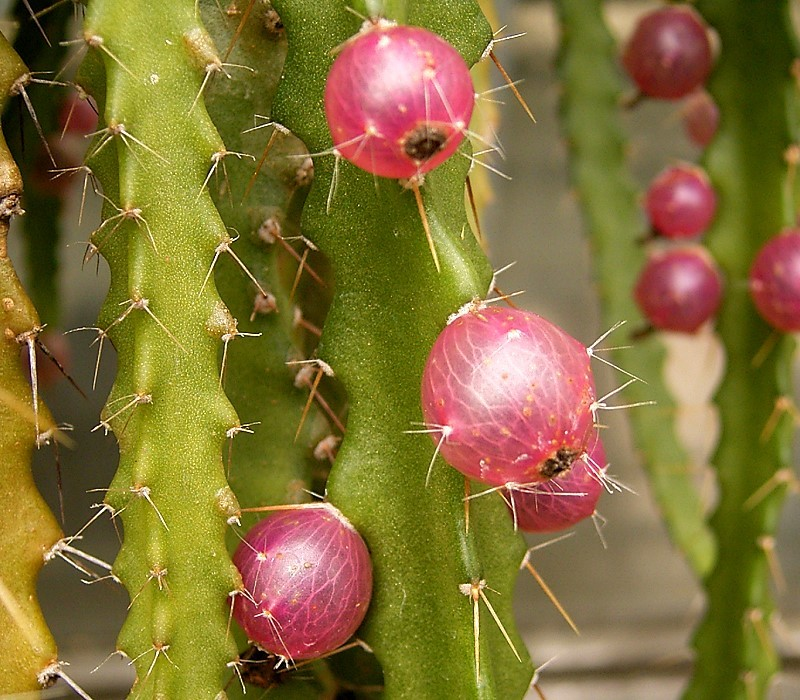
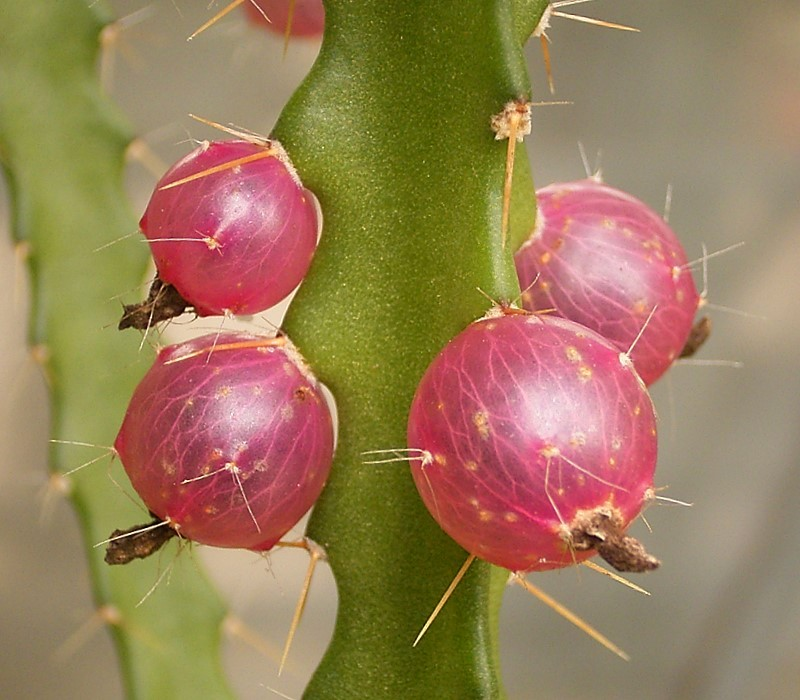
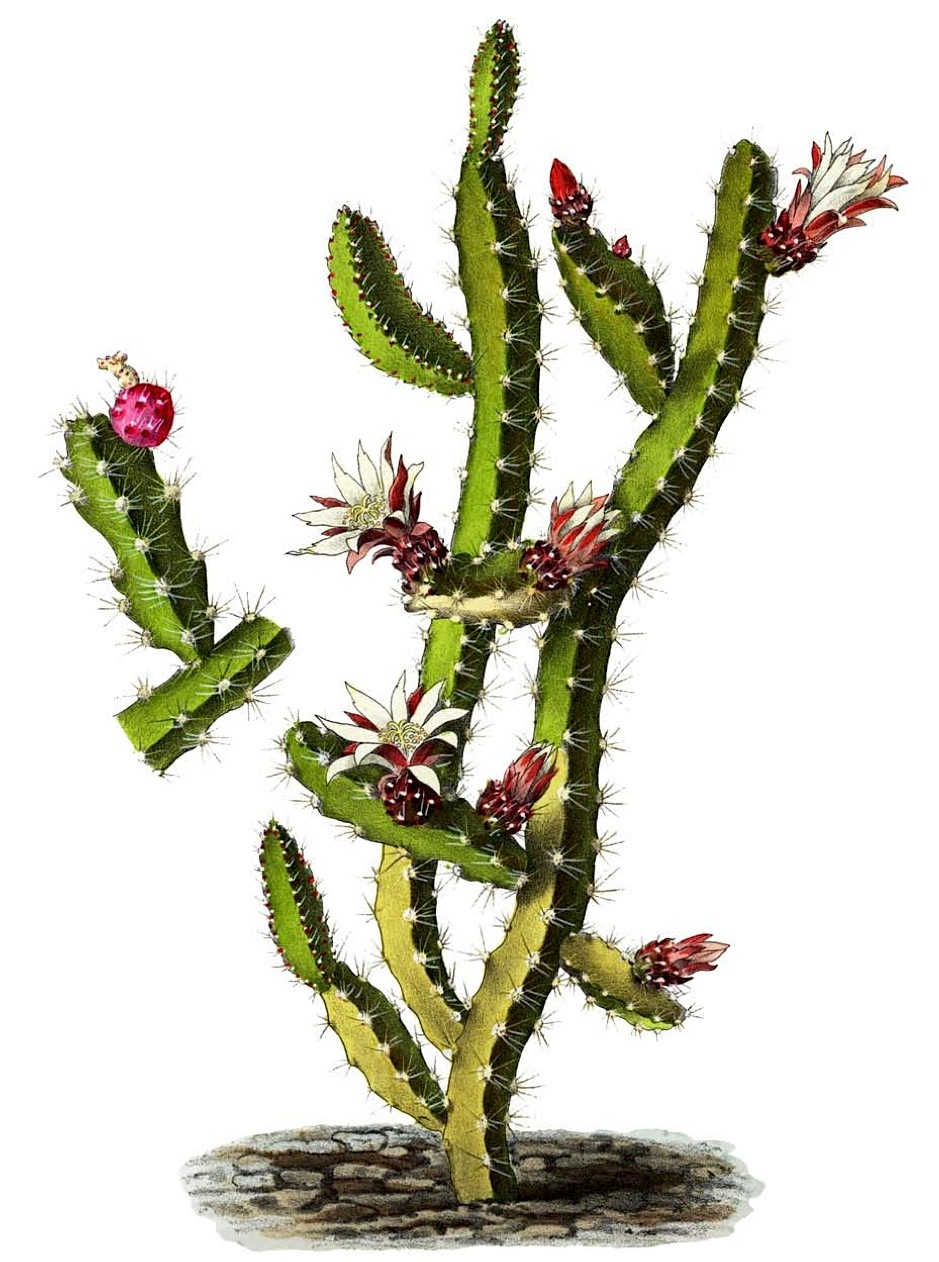
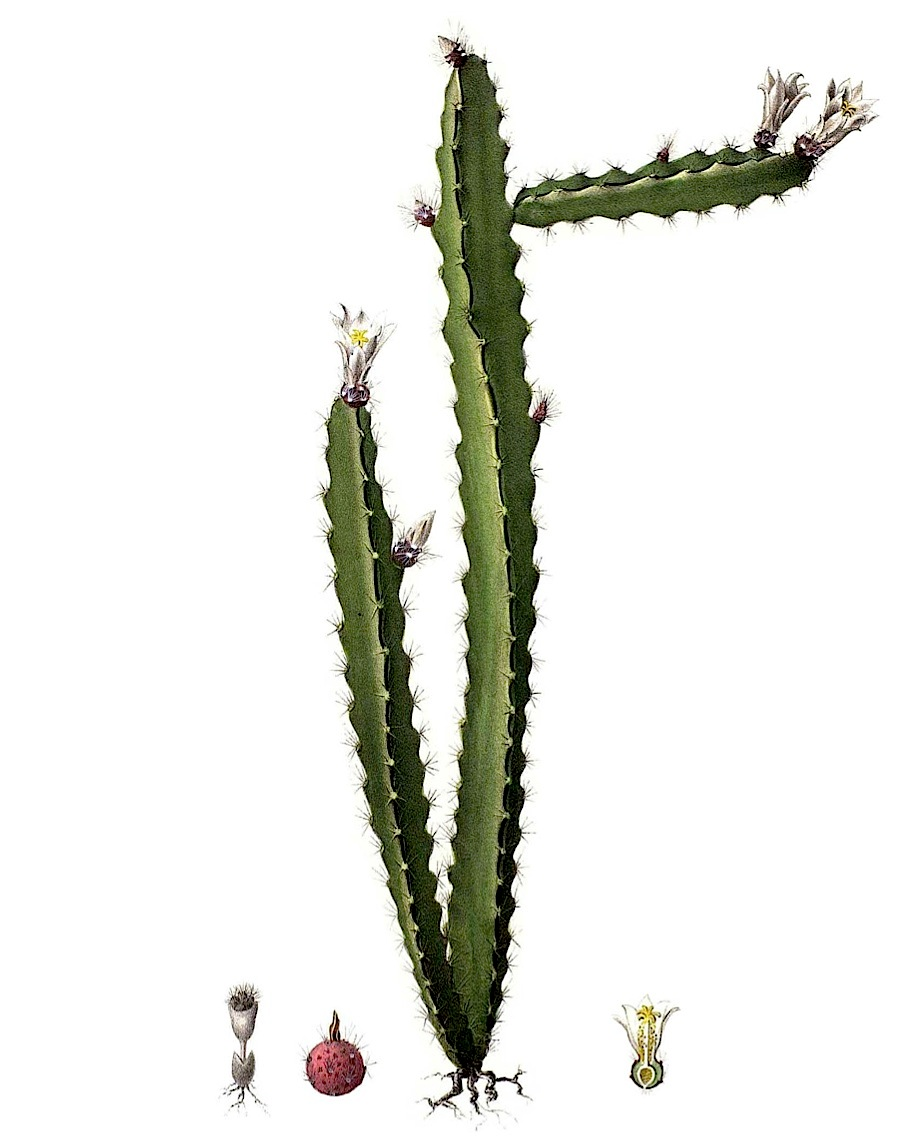